# ایشگه
ایشگه، روستایی در دهستان آجرلوی غربی بخش نختالو شهرستان باروق در استان آذربایجان غربی ایران است.

## جمعیت
بر پایه سرشماری عمومی نفوس و مسکن در سال ۱۳۹۵، جمعیت این روستا برابر با ۵۲ نفر (۱۹ خانوار) بوده است.